# 愚园 (南京)
愚园俗称胡家花园，是中国江苏省南京市的一处园林，位於秦淮区，东临鸣羊街，后倚花露岗。鸣羊街对面则被划定为门西荷花塘历史文化街区。

## 历史
愚园是南京清末民初时期著名的私家园林。光绪二年（1876年），由候选苏州知府胡恩燮辞官回到南京，买下了城西南一个已沦为菜地的明代废园，历时二年，建成一座园林，奉养老母亲。因此命名为“愚园”。
辛亥革命期间，张勋在南京纵火，愚园也遭破坏。1915年，局势平静后，胡恩燮嗣子胡光国扩建愚园。
2011年复建愚园，恢复愚园三十二景。2016年完工后正式开放。2025年7月4日公布为第九批江苏省文物保护单位。

## 建筑

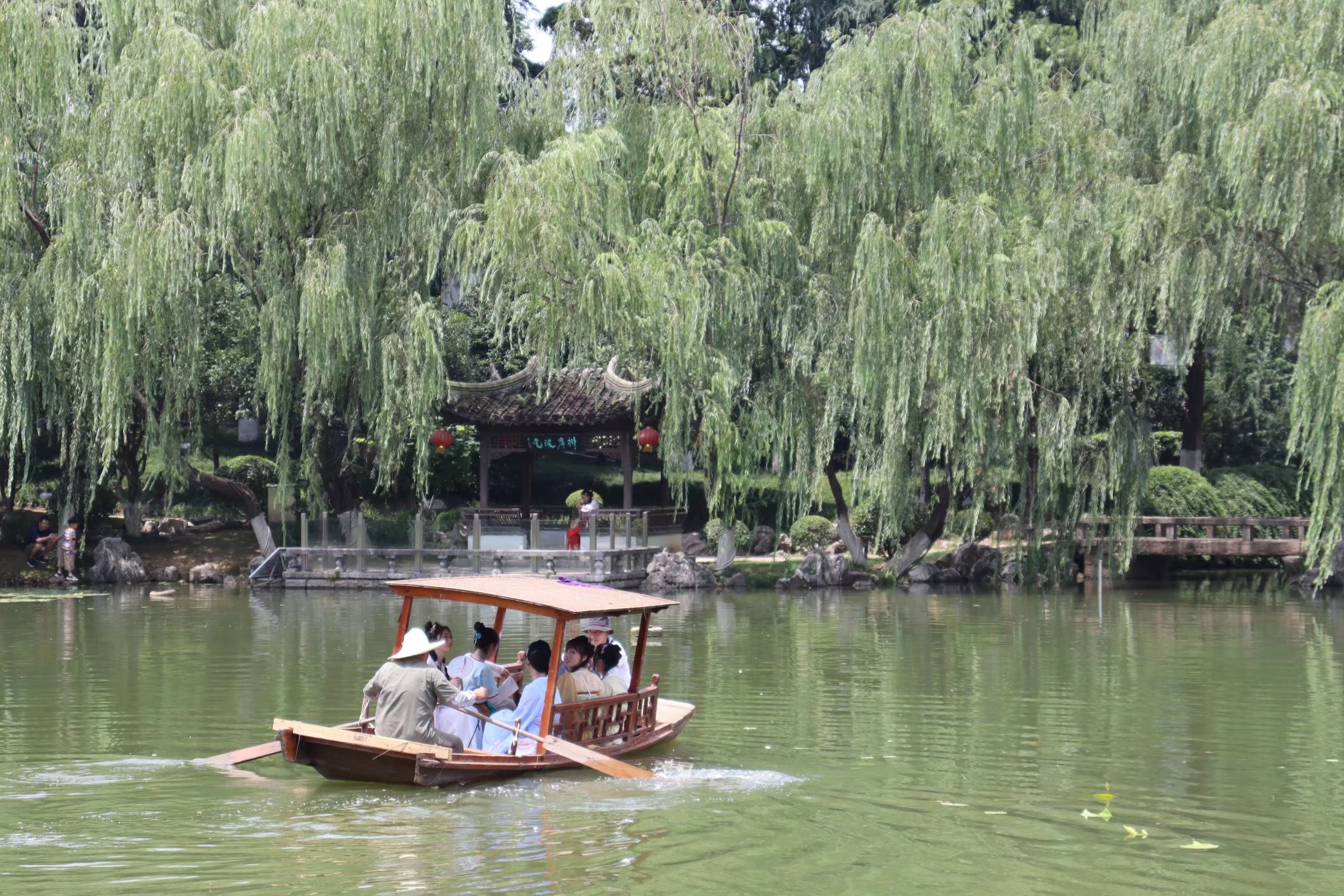
愚湖上泛舟的大学生们

愚园包括住宅、内园和外园。内园以假山为主，号称“金陵狮子林”。外园则以愚湖湖景为主。